# Mildella fallax
Mildella fallax là một loài thực vật có mạch trong họ Adiantaceae. Loài này được (M. Martens & Galeotti) G.L. Nesom miêu tả khoa học đầu tiên năm 1993.